# Petra Einarsson
Petra Irene Einarsson, född 29 juni 1967, är en svensk företagsledare. Från årsskiftet 2017/2018 till november 2019 var hon VD och koncernchef för Billerud Korsnäs där hon efterträdde Per Lindberg. Mellan 2013 och 2017 var hon VD för Sandvik Materials Technology och år 2013 utsågs hon till Årets mäktigaste affärskvinna av tidningen Veckans Affärer.
Efter ekonomisk linje på gymnasiet i Sandviken gick Einarsson vidare till att studera vid ekonomprogrammet på Uppsala universitet. 1989, när hon läste sista året på utbildningen, fick hon sommarjobb på Sandviks enhet primary products. På hösten samma år fick hon fast anställning och har sedan dess arbetat inom koncernen. Petra Einarsson har haft funktioner som trainee, finanschef, controller och ekonomichef innan hon 2007 tillträdde som produktområdeschef. I februari 2013 utsågs hon till vd för hela affärsområdet Sandvik Materials Technology.
Utnämnandet av Einarsson till VD bidrog till att hon samma år utsågs till Årets mäktigaste affärskvinna av tidningen Veckans Affärer. Samma år utsågs hon även till Årets alumn vid Uppsala universitet.
2016 valdes hon in i styrelsen för Svenskt Näringsliv samt blev representant för stålindustrin i en av de fem samverkansgrupper utsedda för att utveckla regeringens innovationspolitik.
Efter att hon lämnade VD-posten för Billerud Korsnäs blev hon (per maj 2021) invald som styrelseledamot i Alimak och i SSAB.